# Die Bettelgräfin
Die Bettelgräfin ist ein deutsches Stummfilmmelodram von 1918 mit Mia May in der Titelrolle.

## Handlung
Graf Dulters wird von seinen Verwandten geschnitten und von der gehobenen Gesellschaft gemieden, seit er sich in eine eheliche Mesalliance begeben hat. Während einer Reise verstirbt der verarmte Adelige urplötzlich, seine Tochter Ulla bleibt allein zurück. Die junge Frau versucht, sich ein neues Leben aufzubauen. Doch man begegnet auch ihr mit Zurückweisung. Als sie beispielsweise bei Bauern um Arbeit nachsucht, erfährt die Bettelgräfin Ablehnung. Erst ein gütiger Pfarrer gibt ihr Obdach und überlässt ihr ein zur Pfarrei gehörendes Anwesen zur Pacht, das Ulla bald nach oben wirtschaftet. Ullas Vetter Henryk wird ihr in dieser Zeit eine große Hilfe, und aus Sympathie erwächst schließlich tiefempfundene Liebe. Doch Henryk ist verheiratet, was Ulla erst spät erfährt. Sie macht ihm klar, dass sie nicht in ehebrecherischer Weise mit ihm verkehren will, und so muss sich Henryk entscheiden, ob er die Scheidung von seiner getrennt lebenden Frau Stella anstreben will oder nicht. Hin- und hergerissen sucht der entscheidungsschwache Mann zwischen zwei Frauen Ablenkung und Zerstreuung im Großstadttrubel.
Während des Besuches einer Zirkusvorstellung bricht ein Feuer aus, dem Henryk jedoch knapp entkommt. Da kommt ihm eine Idee: Er steckt einem Toten seinen Ring an, um somit selbst als verstorben zu gelten. Als Universalerbin seines Vermögens hat Henrik Ulla eingesetzt, während sich Stella, die seit Jahren ihre eigenen Wege geht, mit einer Rente begnügen muss. Stellas neuer Lebenspartner, ein sich stets daneben benehmender Jugendfreund, ist ein ziemliches Scheusal von Mann. Als in einer Zeitung von einer erneuten Eheschließung Gräfin Stellas gemunkelt wird, ist Henryk alarmiert. Er entschließt sich dazu, von den Toten aufzuerstehen, um a) seiner Ex diesen Neu-Gatten zu ersparen und b) sie vor dem Straftatbestand der Bigamie zu bewahren. Die Dinge entwickeln sich dramatisch, und Stella findet den Tod. Da nun Henryk als Lebender eigentlich noch immer der Besitzer des von Ulla geerbten Stammschlosses derer van Deuwen ist, will die bescheidene Ex-Bettelgräfin selbiges augenblicklich verlassen, um in ihr bescheideneres, altes Heim zurückzukehren. Dort aber wartet zu ihrer größten Überraschung bereits Henryk auf sie. Liebeshungrig stürzen sich beide aufeinander, und ein Kuss besiegelt ihrer beider gemeinsame Zukunft.

## Produktionsnotizen
Die Bettelgräfin entstand in der Schlussphase des Ersten Weltkriegs und passierte die Filmzensur unmittelbar danach, am 29. November 1918. Der Streifen erhielt ein Jugendverbot und wurde am selben Tag im Uraufführungstheater Kurfürstendamm erstmals gezeigt. Die Länge betrug 1533 Meter, verteilt auf vier Akte.

## Kritik
„Ein prächtiges Stück aus dem Leben liegt vor uns. Mia May in ihrer entzückenden Art übertrifft sich mal wieder selbst. (…) Sie kann Seele geben, wo andere nur agieren, sie kann hinreißend und lieblich sein, wie selten eine. Der Stoff ist dem realen Leben entnommen und mit frischem Tempo verarbeitet. Ideal schöne Bilder umgeben das Milieu, de ganzen Szenenbau Wirklichkeit und Leben verleihend. Die Regie ist meisterhaft geführt, die Photographie von klarer Deutlichkeit.“